# Louis L'Hévéder
Louis L'Hévéder, né le 24 janvier 1899 à Minihy-Tréguier (Côtes-d'Armor) et mort le 9 octobre 1946 à Paris, est un homme politique français.

## Biographie
Fils aîné d'une famille paysanne de onze enfants, il étudie à l’École normale supérieure. Agrégé de mathématiques, il devient professeur au lycée Dupuy-de-Lôme de Lorient.
Élu conseiller d’arrondissement (Pont-Scorff) en 1928 puis conseiller général du Morbihan en 1929.
Élu député socialiste de la 1re circonscription de Lorient (Morbihan) en 1930, il est réélu facilement en 1936, il siège au groupe socialiste.
Il devient le chef de file des pacifistes dans son parti.
Le 10 juillet 1940, il vote les pleins pouvoirs constitutionnels au maréchal Pétain. En janvier 1941, il est nommé au Conseil national de Vichy.
Arrêté par les FTP à Paris en août 1944, il est victime de mauvais traitements, selon René Château, détenu lui aussi à l'institut dentaire sous le contrôle de René Sentuc. Ses notes sur la détention et l'exécution de Madeleine Goa sont à charge contre les FTP et témoignent des purges à la suite de la Libération.
Exclu de la SFIO aux côtés de l'ensemble des animateurs du courant pacifiste de Paul Faure, Louis L'Hévéder fait partie de ceux qui constituent le nouveau Parti socialiste démocratique.

## Sources
- « Louis L'Hévéder », dans le Dictionnaire des parlementaires français (1889-1940), sous la direction de Jean Jolly, PUF, 1960 [détail de l’édition]